# Manoir de la Pérouse (Ploërmel)
Pour l’article homonyme, voir Manoir de la Pérouse.
Le manoir de la Pérouse est un édifice en ruine situé à Ploërmel en France.

## Localisation
Le manoir est situé sur le territoire de la commune de Ploërmel, au lieu-dit la Pérouse, dans le département du Morbihan en région Bretagne.

## Description
Manoir dans une ancienne cour fermée, construit au XVIIe siècle, édifice à un étage carré à l'état de vestiges, portail détruit. Toiture à longs pans. 

## Historique
Le manoir est inscrit à l'inventaire général du patrimoine culturel.